# Chromis cadenati
Chromis cadenati là một loài cá biển thuộc chi Chromis trong họ Cá thia. Loài này được mô tả lần đầu tiên vào năm 1951.

## Từ nguyên
Từ định danh cadenati được đặt theo tên của nhà ngư học người Pháp Jean Cadenat, người đã mô tả loài cá này vào năm 1949 nhưng lại sử dụng cái tên Chromis lineatus (danh pháp ban đầu của Pycnochromis lineatus được mô tả năm 1928) để đặt cho chúng.

## Phạm vi phân bố và môi trường sống
C. cadenati được ghi nhận dọc theo bờ biển Tây Phi, ngoài khơi các quốc gia Sénégal, Guiné-Bissau, Guinée, Liberia, Ghana và Gabon, bao gồm cả São Tomé và Príncipe.
C. cadenati sống tập trung trên các rạn đá ngầm ở độ sâu khoảng từ 20 đến 60 m. Ở phía nam đảo São Tomé, một đàn C. cadenati được quan sát ở độ sâu 90–100 m.

## Mô tả
C. cadenati có chiều dài cơ thể lớn nhất được ghi nhận là 19 cm. Cơ thể có màu vàng nâu, ngoại trừ vùng lưng có màu vàng tươi. Lớp vảy giữa thân tạo thành các hàng sọc ngang ánh màu bạc. Vây hậu môn và vây lưng màu vàng tươi được viền màu xanh óng. Hai thùy đuôi có màu vàng. Gốc vây ngực có một đốm đen lớn.
Số gai ở vây lưng: 14; Số tia vây ở vây lưng: 10–11; Số gai ở vây hậu môn: 2; Số tia vây ở vây hậu môn: 10–12; Số tia vây ở vây ngực: 19–21; Số gai ở vây bụng: 1; Số tia vây ở vây bụng: 5; Số vảy đường bên: 18–20; Số lược mang: 23–25.

## Sinh thái học
Thức ăn của C. cadenati là động vật phù du. Cá đực có tập tính bảo vệ và chăm sóc trứng; trứng có độ dính và bám vào nền tổ.